# Lingua Maring
Il Maring, noto anche come Mareng o Yoadabe-Watoare, è una lingua della Trans-Nuova Guinea del ramo Chimbu-Wahgi. I parlanti di questa lingua si trovano nella catena di Bismarck della provincia di Madang o nel distretto di Hagen della provincia degli Altipiani occidentali. I dialetti della lingua Maring sono Maring centrale, Maring orientale, Timbunki, Tsuwenki, Karamba e Kambegl. Tutti i parlanti Maring sono in grado di comprendere il dialetto Maring centrale.